# Campeonato Europeo de Natación de 1950
El VII Campeonato Europeo de Natación se celebró en Viena (Austria) entre el 20 y el 27 de agosto de 1950 bajo la organización de la Liga Europea de Natación (LEN) y la Federación Austríaca de Natación.

## Resultados de natación

### Masculino
| Evento          | Oro                                                                                    | Plata                                                              | Bronce                                                                         |
| --------------- | -------------------------------------------------------------------------------------- | ------------------------------------------------------------------ | ------------------------------------------------------------------------------ |
| 100 m libre     | Alex Jany Francia 57,7                                                                 | Göran Larsson · Suecia · 59,4                                      | Joris Tjebbes · Países Bajos · 1.00,3                                          |
| 400 m libre     | Alex Jany Francia 4:48,0                                                               | Jean Boiteux Francia 4:50,1                                        | Heinz-Günther Lehmann RFA 4:51,2                                               |
| 1500 m libre    | Heinz-Günther Lehmann RFA 19:48,2                                                      | Jean Boiteux Francia 19:48,4                                       | Joseph Bernardo Francia 20:06,7                                                |
| 100 m espalda   | Göran Larsson · Suecia · 1:09,4                                                        | Kees Kievit · Países Bajos · 1:09,7                                | Boris Škanata Yugoslavia 1:10,8                                                |
| 200 m braza     | Herbert Klein RFA 2:38,6                                                               | Maurice Lusien Francia 2:40,9                                      | Bengt Rask · Suecia · 2:43,8                                                   |
| 4 × 200 m libre | Suecia · Tore Sjunnerholm · Per-Olof Östrand · Olle Johansson · Göran Larsson · 9:06,5 | Francia Willy Blioch Joseph Bernardo Jean Boiteux Alex Jany 9:10,0 | Yugoslavia Branko Vidović Andrej Kvinc Mislav Stipetić Marijan Stipetić 9:12,7 |

### Femenino
| Evento          | Oro | Plata                                                                      | Bronce                                                                                       |
| --------------- | --- | -------------------------------------------------------------------------- | -------------------------------------------------------------------------------------------- |
| 100 m libre     | Irma Heijting-Schuhmacher · Países Bajos · 1:06,4                                                        | Marie-Louise Vaessen · Países Bajos · 1:07,1                               | Greta Andersen Dinamarca 1:07,9                                                              |
| 400 m libre     | Greta Andersen Dinamarca 5:30,9                                                                          | Irma Heijting-Schuhmacher · Países Bajos · 5:31,2                          | Colette Thomas Francia 5:37,4                                                                |
| 100 m espalda   | Ria van der Horst · Países Bajos · 1:17,1                                                                | Gertrud Herrbruck RFA 1:17,8                                               | Greetje Galliard · Países Bajos · 1:17,9                                                     |
| 200 m braza     | Raymonda Vergauwen · Bélgica · 3:00,1                                                                    | Lies Bonnier · Países Bajos · 3:01,8                                       | Jannie de Groot · Países Bajos · 3:02,2                                                      |
| 4 × 100 m libre | Países Bajos · Ann Masser · Hannie Termeulen · Marie-Louise Vaessen · Irma Heijting-Schuhmacher · 4:33,9 | Dinamarca Greta Olsen Ulla Madsen Mette Ove Petersen Greta Andersen 4:43,1 | Suecia · Marianne Lundquist · Gisela Thidholm · Ingegärd Fredin · Elisabeth Ahlgren · 4:44,7 |

### Medallero
| Núm. | País         | Oro | Plata | Bronce | Total |
| ---- | ------------ | --- | ----- | ------ | ----- |
| 1    | Países Bajos | 3   | 4     | 3      | 10    |
| 2    | Francia      | 2   | 4     | 2      | 8     |
| 3    | Suecia       | 2   | 1     | 2      | 5     |
| 4    | RFA          | 2   | 1     | 1      | 4     |
| 5    | Dinamarca    | 1   | 1     | 1      | 3     |
| 6    | Bélgica      | 1   | 0     | 0      | 1     |
| 7    | Yugoslavia   | 0   | 0     | 2      | 2     |
|      | TOTAL        | 11  | 11    | 11     | 33    |

## Resultados de saltos

### Masculino
| Evento          | Oro                           | Plata                           | Bronce                               |
| --------------- | ----------------------------- | ------------------------------- | ------------------------------------ |
| Trampolín 3 m   | Hans Aderhold RFA 183,68 pts. | G. Hernande Francia 174,66 pts. | Werner Sobek RFA 167,88 pts.         |
| Plataforma 10 m | Günther Haase RFA 158,13      | Werner Sobek RFA 141,54         | Thomas Christiansen Dinamarca 140,94 |

### Femenino
| Evento          | Oro                                  | Plata                                 | Bronce                                     |
| --------------- | ------------------------------------ | ------------------------------------- | ------------------------------------------ |
| Trampolín 3 m   | Madeleine Moreau Francia 155,58 pts. | Nicole Pellissard Francia 140,64 pts. | Birte Christoffersen Dinamarca 129,63 pts. |
| Plataforma 10 m | Nicole Pellissard Francia 85,67      | Alma Staudinger · Austria · 82,38     | Birte Christoffersen Dinamarca 82,31       |

### Medallero
| Núm. | País      | Oro | Plata | Bronce | Total |
| ---- | --------- | --- | ----- | ------ | ----- |
| 1    | Francia   | 2   | 2     | 0      | 4     |
| 2    | RFA       | 2   | 1     | 1      | 4     |
| 3    | Austria   | 0   | 1     | 0      | 1     |
| 4    | Dinamarca | 0   | 0     | 3      | 3     |
|      | TOTAL     | 4   | 4     | 4      | 12    |

## Resultados de waterpolo
| Evento    | Oro          | Plata  | Bronce     |
| --------- | ------------ | ------ | ---------- |
| Masculino | Países Bajos | Suecia | Yugoslavia |

## Medallero total
| Núm. | País         | Oro | Plata | Bronce | Total |
| ---- | ------------ | --- | ----- | ------ | ----- |
| 1    | Francia      | 4   | 6     | 2      | 12    |
| 2    | Países Bajos | 4   | 4     | 3      | 11    |
| 3    | RFA          | 4   | 2     | 2      | 8     |
| 4    | Suecia       | 2   | 2     | 2      | 6     |
| 5    | Dinamarca    | 1   | 1     | 4      | 6     |
| 6    | Bélgica      | 1   | 0     | 0      | 1     |
| 7    | Austria      | 0   | 1     | 0      | 1     |
| 8    | Yugoslavia   | 0   | 0     | 3      | 2     |
|      | TOTAL        | 16  | 16    | 16     | 48    |